# Пиреу-луй-Міхай
Пиреу-луй-Міхай (рум. Pârău lui Mihai) — село у повіті Алба в Румунії. Входить до складу комуни Вінцу-де-Жос.
Село розташоване на відстані 269 км на північний захід від Бухареста, 10 км на південний захід від Алба-Юлії, 85 км на південь від Клуж-Напоки.

## Населення
За даними перепису населення 2002 року у селі проживали 111 осіб, з них 109 осіб (98,2%) румунів. Рідною мовою 110 осіб (99,1%) назвали румунську.